# فيليرس برولين
فيليرس برولين (بالفرنسية: Villers-Brûlin)‏ هي بلدية تقع في إقليم باد كاليه من منطقة نور با دو كاليه في شمال فرنسا. تبلغ مساحة هذه المدينة 3.81 (كم²)، وترتفع عن سطح البحر 125 م، يبلغ عدد سكانها 313 نسمة حسب إحصاء المعهد الوطني للإحصاء والدراسات الاقتصادية سنة 2009 م. وترأس لويس لامبرت البلدية خلال فترة (2008-2014).